# Ambalabe (Vatomandry)
Ambalabe è una città e comune del Madagascar situata nel distretto di Vatomandry, regione di Atsinanana. 
La popolazione del comune rilevata nel censimento 2001 era pari a 4 349 unità.